# نيك سكينر
نيك سكينر (بالإنجليزية: Nick Skinner)‏ هو لاعب دوري الرغبي أسترالي، ولد في 6 مايو 1988 في أستراليا.